# Petra Papp
Petra Papp (* 22. August 1993 in Ungarn) ist eine ungarische Schachspielerin. Seit April 2012 trägt sie den Titel Großmeister der Frauen (WGM).

## Leben
Petra Papp war Schülerin der vom Ungarischen Nationalen Nachwuchsinstitut (ungarisch Nemzeti Utánpótlás-nevelési Intézet) unterstützten und nach Géza Maróczy benannten Zentralen Schachschule (ungarisch Maróczy Géza Központi Sakkiskola) in Szeged. Ihr Stiefvater József Herpai ist Schachschiedsrichter.
Papp ist mit dem Schachspieler Sergei Grigorjanz verheiratet und wurde 2018 Mutter.

## Erfolge
Im Dezember 2012 gewann sie in Kisvárda die ungarische Einzelmeisterschaft der Frauen.
Im April 2010 wurde ihr der Titel Internationaler Meister der Frauen (WIM) verliehen. Die Normen hierfür erzielte sie im November 2008 beim TENKES-Open in Harkány, im August 2009 bei ihrem dritten Platz bei der ungarischen Einzelmeisterschaft der Frauen in Eger, bei der sie unter anderem gegen Anita Gara, Nikoletta Lakos und Anna Rudolf gewann, im Oktober 2009 bei einem First Saturday IM-B-Turnier in Budapest (gleichzeitig eine Norm zum Erhalt des Titels Großmeister der Frauen) sowie im November 2009 bei ihrem geteilten siebten Platz bei der U16-Mädchenweltmeisterschaft in Kemer. Weitere Frauengroßmeister-Normen erzielte sie im März 2011 beim 27. Open in Cappelle-la-Grande sowie im Februar 2012 in der B-Gruppe des Aeroflot Opens in Moskau. Der Titel wurde ihr im April 2012 verliehen. Ihr bestes Ergebnis bei einer Jugendweltmeisterschaft war der vierte Platz bei der U18-WM der Mädchen 2011 in Caldas Novas.
Im Oktober 2016 lag sie auf dem sechsten Platz der ungarischen Elo-Rangliste der Frauen.

## Nationalmannschaft
Petra Papp spielte für Ungarn zwischen 2008 und 2011 bei vier U18-Mannschaftseuropameisterschaften der weiblichen Jugend, wobei sie ihr bestes Ergebnis 2011 in Iași hatte: Beim zweiten Platz ihrer Mannschaft Ungarn A erhielt sie eine individuelle Goldmedaille für ihr Ergebnis von 6 Punkten aus 7 Partien am Spitzenbrett. Für die ungarische Frauennationalmannschaft spielte sie bei drei Mitropa-Cups; 2007 in Szeged noch für die Mannschaft Ungarn D am zweiten Brett, 2009 in Rogaška Slatina für die erste ungarische Mannschaft am Spitzenbrett (mit einer individuellen Goldmedaille für ihr Ergebnis von 4 Punkten aus 6 Partien) sowie 2010 in Chur am zweiten Brett beim dritten Platz der ungarischen Frauennationalmannschaft. Mit der ungarischen Frauenmannschaft nahm sie außerdem an den Schacholympiaden 2012 in Istanbul und 2014 in Tromsø und den Mannschaftseuropameisterschaften 2013 in Warschau und 2015 in Reykjavík teil. Bei der Mannschafts-EM 2015 erreichte Papp das drittbeste Ergebnis am vierten Brett.

## Vereine
Unterklassing spielte sie in Ungarn für den Verein Röszkei Sportkör aus Röszke; in der höchsten ungarischen Spielklasse, der NB I. Szabó László csoport spielte sie in den Spielzeiten 2008/09 und 2009/10 für den Csuti Antal SK Zalaegerszeg, von der Saison 2013/14 bis zur Saison 2015/16 spielte Petra Papp beim Budapesti Titánok Sportegyesület. In der Saison 2016/17 gehört sie Dunaharaszti Munkás Testedző Kör an. In der griechischen Mannschaftsmeisterschaft spielte sie für die Schachvereinigung Ioannina, in rumänischen Frauenmeisterschaften spielt sie für CSM Lugoj. Sie hat auch in der französischen Frauenmeisterschaft gespielt, in der Saison 2014/15 spielt sie mit Echiquier Nîmois erstmals in der Top 12 der Frauen, der höchsten Spielklasse. In Deutschland spielt sie für den SK Schwäbisch Hall, unter anderem seit der Saison 2014/15 in der Frauenbundesliga. In der Saison 2016/17 geht sie auch für den SK Ötigheim in der Bereichsliga Süd 1 des Badischen Schachverbandes ans Brett.